# 1412 км
1412 км (баш. 1412 км) — упразднённый населённый пункт (тип: железнодорожная будка) в Малиновском сельсовете Белебеевского района Башкирской АССР Российской Федерации.

## География

### Географическое положение
Расстояние до:
- районного центра (Белебей): 8 км,
- центра сельсовета (в 1969 году — Надеждино, в 1972 году — Малиновка): 3 и 10 км,
- ближайшей ж/д станции (Аксаково): 2 км.

## История
По состоянию на 1 января 1969 года входил в Надеждинский сельсовет с центром в селе Надеждино. После его расформирования к 1972 году в Малиновском сельсовете. В справочнике административно-территориального деления Башкирской АССР на 1 сентября 1981 года отсутствует.

## Население
На 1 января 1969 года проживали 22 человека; преимущественно татары. К 1 июля 1972 года также проживали татары.